# Alles ist relativ (Lied)
Alles ist relativ ist ein Lied des deutschen Musikprojektes Die Einsteins, zusammen mit dem deutschen Musiker Julian Witzel. Es handelt sich dabei um das Titellied zur deutschen Fernsehserie Schloss Einstein.

## Entstehung und Veröffentlichung
Bei Die Einsteins handelt es sich um ein Musikprojekt, das in Verbindung mit der Fernsehserie Schloss Einstein entstand. Es handelt sich dabei um einen Chor, der sich aus den damaligen Schauspielern zusammensetzte, die hierbei mit Rapeinlagen von Julian Witzel unterstützt wurden. Geschrieben wurde das Lied vom Interpreten Julian Witzel, zusammen mit dem Koautoren Franz Bartzsch, Ulrich Baronowsky und Thomas Rock. Baronowsky zeichnete darüber hinaus, zusammen mit Phatsucht Productions, für die Produktion verantwortlich.
Die Erstveröffentlichung von Alles ist relativ erfolgte als Single im Jahr 1998 bei den Musiklabels Mac Records und Metropolitan Records. Diese erschien als CD-Maxi-Single mit zwei verschiedenen Versionen sowie einem Instrumental zu Alles ist relativ (Katalognummer: IMCDS 113).

## Inhalt
Der Titel Alles ist relativ bezieht sich Albert Einsteins Relativitätstheorie. Die Textzeile „[...] Selbst Einstein hatte nur' ne Vier in Mathe[...]“ ist historisch nicht korrekt: Albert Einstein hatte eine 6, welche im Schweizer Schulsystem die beste Note darstellt.

## Coverversionen

### Big Tim
2023 veröffentlichte der deutsche DJ Big Tim eine Coverversion zu Alles ist relativ. Seine Version erschien am 10. November 2023 als Single bei RCA Records. Diese erschien als digitaler Einzeltrack zum Download und Streaming (Katalognummer: 19687159257). Das dazugehörige Musikvideo zählte bis Januar 2025 über 352 Tausenden Aufrufe auf der Videoplattform YouTube.
Die Single erreichte am 5. Januar 2024 Rang 83 der deutschen Singlecharts, was zugleich die beste Platzierung darstellte. In der Folgewoche belegte es noch Rang 96, bevor er wieder die Charts verließ. Für Big Tim avancierte es zum ersten Charthit seiner Karriere.
| ChartsChartplatzierungen | Höchstplatzierung | Wochen |
| ------------------------ | ----------------- | ------ |
| Deutschland (GfK)        | 83 (2 Wo.)        | 2      |

### Weitere Coverversionen
Im Jahr 2020 coverte die deutsche Musikerin Larissa Kerner das Lied. Ihre Neuinterpretation ist seit der 20. Staffel das Titellied von Schloss Einstein.